# 熱海市立伊豆山小学校
熱海市立伊豆山小学校（あたみしりつ いずさんしょうがっこう）は、静岡県熱海市伊豆山にある公立小学校。伊豆山幼稚園も併設していたが、令和4年度より休園中。

## 沿革
- 1873年（明治6年）3月 - 下宮の民家に「雲遶舎」発足[1]。
- 1877年（明治10年）9月 - 浜下宮跡に校舎新築[2]。
- 1886年（明治19年） - 「熱海尋常小学校」の分教場となる[2]。
- 1889年（明治22年）4月 - 独立[2]。
- 1911年（明治44年）9月 - 再合併[2]。
- 1953年（昭和28年）4月1日 - 「第一小学校」から独立し、「熱海市立伊豆山小学校」創立[3][4]。
- 1954年（昭和29年）2月1日 - 新校舎にて授業開始し、この日を開校記念日と定めた[3]。
- 1959年（昭和34年）10月27日 - 校歌制定[3]。
- 1963年（昭和38年）2月1日 - 創立10周年記念式典[3]。
- 1966年（昭和41年）10月1日 - 運動場拡張工事完了[3]。
- 1976年（昭和51年）2月1日 - 校訓制定[3]。
- 1990年（平成2年）3月28日 - 新校舎完成し、移転開始[3][5]。
- 1991年（平成3年）3月25日 - 新校舎・体育館落成式挙行[3]。
- 2001年（平成13年）
  - 8月29日 - 幼稚園移築による校舎改修工事完了[3]。
  - 11月6日 - 幼稚園保育開始[3]。
- 2003年（平成15年）2月1日 - 創立50周年記念式典[3]。
- 2019年（令和元年）11月8日 - サッカーゴールと高鉄棒設置（台風の被害に伴い）[3]。
- 2020年（令和2年）
  - 10月13日 - 大型提示装置導入[3]。
  - 12月 - GIGAスクール構想により、児童1人に1台のタブレット導入[3]。
- 2021年（令和3年）
  - 7月3日 - この日、周辺地域で発生した土石流のため、翌週は臨時休校し、7月12日以降の1学期は授業を校外の施設を使用して実施[6]。2学期も校舎での授業は見送る方針と報じられた[6]。
  - 10月10日 - 本校体育館にて、『令和3年7月熱海市伊豆山土石流災害発生100日犠牲者追悼式』が行われた[7]。
  - 11月1日 - 4か月ぶりに校舎での授業を再開[8]。

## アクセス
- 東海バス「A41（循環）」・「A42（循環）」・「A43」・「A46」の各系統で、「伊豆山小学校前」バス停下車。